# Draft NBA 1979
Il Draft NBA 1979 si è svolto il 25 giugno 1979 a New York. Produsse alcuni dei nomi più illustri della storia NBA, quali Earvin "Magic" Johnson, Bill Cartwright, Sidney Moncrief e il futuro allenatore delle Detroit Shock, Bill Laimbeer, con il quale le Shock hanno vinto tre titoli WNBA (2003, 2006 e 2008).
Con la 68ª scelta venne chiamato dai Boston Celtics Nikos Galīs. Sebbene alla fine non venne messo sotto contratto il giocatore greco ebbe grande fortuna in Europa e in seguito rifiutò una proposta contrattuale degli stessi Celtics e dei New Jersey Nets per approdare in NBA.

## Giocatori scelti al 1º giro
|  | = All-Star     |
|  | = Hall of Fame |

| Scelta | Giocatore               | Nazionalità | Squadra NBA            | Scuola/ex squadra |
| ------ | ----------------------- | ----------- | ---------------------- | ----------------- |
| 1      | Magic Johnson (PG)      | Stati Uniti | Los Angeles Lakers     | Michigan State    |
| 2      | David Greenwood (F)     | Stati Uniti | Chicago Bulls          | UCLA              |
| 3      | Bill Cartwright (C)     | Stati Uniti | New York Knicks        | San Francisco     |
| 4      | Greg Kelser (SF)        | Stati Uniti | Detroit Pistons        | Michigan State    |
| 5      | Sidney Moncrief (SG/PG) | Stati Uniti | Milwaukee Bucks        | Arkansas          |
| 6      | James Bailey (PF)       | Stati Uniti | Seattle SuperSonics    | Rutgers           |
| 7      | Vinnie Johnson (SG/PG)  | Stati Uniti | Seattle SuperSonics    | Baylor            |
| 8      | Calvin Natt (SF)        | Stati Uniti | New Jersey Nets        | NE Louisiana      |
| 9      | Larry Demic (PF)        | Stati Uniti | New York Knicks        | Arizona           |
| 10     | Roy Hamilton (PG)       | Stati Uniti | Detroit Pistons        | UCLA              |
| 11     | Cliff Robinson (PF/SF)  | Stati Uniti | New Jersey Nets        | South Carolina    |
| 12     | Jim Paxson (SG)         | Stati Uniti | Portland Trail Blazers | Dayton            |
| 13     | Dudley Bradley (SG)     | Stati Uniti | Indiana Pacers         | North Carolina    |
| 14     | Brad Holland (PG)       | Stati Uniti | Los Angeles Lakers     | UCLA              |
| 15     | Phil Hubbard (SF)       | Stati Uniti | Detroit Pistons        | Michigan          |
| 16     | Jim Spanarkel (SG)      | Stati Uniti | Philadelphia 76ers     | Duke              |
| 17     | Lee Johnson (PF)        | Stati Uniti | Houston Rockets        | East Texas State  |
| 18     | Reggie King (SF)        | Stati Uniti | Kansas City Kings      | Alabama           |
| 19     | Wiley Peck (PF)         | Stati Uniti | San Antonio Spurs      | Mississippi State |
| 20     | Larry Knight            | Stati Uniti | Utah Jazz              | Loyola (IL)       |
| 21     | Sly Williams (SF)       | Stati Uniti | New York Knicks        | Rhode Island      |
| 22     | Kyle Macy (PG)          | Stati Uniti | Phoenix Suns           | Kentucky          |

## Giocatori scelti al 2º giro
| Scelta | Giocatore        | Nazionalità | Squadra NBA            | Scuola/ex squadra |
| ------ | ---------------- | ----------- | ---------------------- | ----------------- |
| 23     | Tico Brown       | Stati Uniti | Utah Jazz              | Georgia Tech      |
| 24     | Johnny High      | Stati Uniti | Phoenix Suns           | Nevada-Reno       |
| 25     | Ollie Mack       | Stati Uniti | Los Angeles Lakers     | East Carolina     |
| 26     | Bruce Flowers    | Stati Uniti | Cleveland Cavaliers    | Notre Dame        |
| 27     | Reggie Carter    | Stati Uniti | New York Knicks        | St. John's        |
| 28     | Danny Salisbury  | Stati Uniti | Golden State Warriors  | Texas-Pan Am      |
| 29     | Tony Price       | Stati Uniti | Detroit Pistons        | Pennsylvania      |
| 30     | Gary Garland     | Stati Uniti | Denver Nuggets         | DePaul            |
| 31     | Edgar Jones      | Stati Uniti | Milwaukee Bucks        | Nevada-Reno       |
| 32     | Tony Zeno        | Stati Uniti | Indiana Pacers         | Arizona State     |
| 33     | Lawrence Butler  | Stati Uniti | Chicago Bulls          | Idaho State       |
| 34     | Kim Goetz        | Stati Uniti | New York Knicks        | San Diego State   |
| 35     | James Bradley    | Stati Uniti | Atlanta Hawks          | Memphis           |
| 36     | Clint Richardson | Stati Uniti | Philadelphia 76ers     | Seattle           |
| 37     | Bernard Toone    | Stati Uniti | Philadelphia 76ers     | Marquette         |
| 38     | Larry Wilson     | Stati Uniti | Atlanta Hawks          | Nicholls State    |
| 39     | Victor King      | Stati Uniti | Los Angeles Lakers     | Louisiana Tech    |
| 40     | Andrew Fields    | Stati Uniti | Portland Trail Blazers | CUP               |
| 41     | Mark Young       | Stati Uniti | Los Angeles Lakers     | Fairfield         |
| 42     | Paul Mokeski     | Stati Uniti | Houston Rockets        | Kansas            |
| 43     | Johnny Moore     | Stati Uniti | Seattle SuperSonics    | UT Austin         |
| 44     | Joe DeSantis     | Stati Uniti | Washington Bullets     | Fairfield         |

## Giocatori scelti al 3º giro
| Scelta | Giocatore        | Nazionalità | Squadra NBA            | Scuola/ex squadra   |
| ------ | ---------------- | ----------- | ---------------------- | ------------------- |
| 45     | Arvid Kramer     | Stati Uniti | Utah Jazz              | Augustana           |
| 46     | Andrew Parker    | Stati Uniti | Washington Bullets     | Iowa State          |
| 47     | Calvin Garrett   | Stati Uniti | Chicago Bulls          | Oral Roberts        |
| 48     | Terry Duerod     | Stati Uniti | Detroit Pistons        | Detroit Mercy       |
| 49     | Cedrick Hordges  | Stati Uniti | Chicago Bulls          | South Carolina      |
| 50     | Geoff Huston     | Stati Uniti | New York Knicks        | Texas Tech          |
| 51     | John Gerdy       | Stati Uniti | New Jersey Nets        | Davidson            |
| 52     | Larry Gibson     | Stati Uniti | Milwaukee Bucks        | Maryland            |
| 53     | Wayne Kreklow    | Stati Uniti | Boston Celtics         | Drake               |
| 54     | Cheese Johnson   | Stati Uniti | Golden State Warriors  | Wichita State       |
| 55     | Tom Channel      | Stati Uniti | San Diego Clippers     | Boston              |
| 56     | Mickey Fox       | Canada      | Portland Trail Blazers | St. Mary's (Canada) |
| 57     | Don Marsh        | Stati Uniti | Atlanta Hawks          | Franklin & Marshall |
| 58     | Earl Cureton     | Stati Uniti | Philadelphia 76ers     | Detroit Mercy       |
| 59     | Ricardo Brown    | Stati Uniti | Houston Rockets        | Pepperdine          |
| 60     | Walter Daniels   | Stati Uniti | Los Angeles Lakers     | Georgia             |
| 61     | Tito Malcolm     | Panama      | Boston Celtics         | Briar Cliff         |
| 62     | Terry Crosby     | Stati Uniti | Kansas City Kings      | Tennessee           |
| 63     | Sylvester Norris | Stati Uniti | San Antonio Spurs      | Jackson State       |
| 64     | Al Green         | Stati Uniti | Phoenix Suns           | Louisiana State     |
| 65     | Bill Laimbeer    | Stati Uniti | Cleveland Cavaliers    | Notre Dame          |
| 66     | Charles Floyd    | Stati Uniti | Washington Bullets     | High Point          |

## Giocatori scelti nei giri successivi con presenze nella NBA
| Scelta | Giocatore       | Nazionalità | Squadra NBA           | Scuola/ex squadra   |
| ------ | --------------- | ----------- | --------------------- | ------------------- |
| 67     | Greg Deane      | Stati Uniti | Utah Jazz             | Utah                |
| 73     | James Donaldson | Stati Uniti | Seattle SuperSonics   | Washington State    |
| 82     | Jerry Sichting  | Stati Uniti | Golden State Warriors | Purdue              |
| 83     | Mike Niles      | Stati Uniti | Philadelphia 76ers    | Cal State Fullerton |
| 85     | John McCullough | Stati Uniti | Kansas City Kings     | Oklahoma            |
| 98     | Billy Reid      | Stati Uniti | Indiana Pacers        | San Francisco       |
| 104    | Allen Leavell   | Stati Uniti | Houston Rockets       | Oklahoma City       |
| 107    | Mark Eaton      | Stati Uniti | Phoenix Suns          | UCLA                |
| 165    | Charles Jones   | Stati Uniti | Phoenix Suns          | Albany State        |
| 185    | Paul Dawkins    | Stati Uniti | Utah Jazz             | Northern Illinois   |
| 198    | Keith McCord    | Stati Uniti | Philadelphia 76ers    | UAB                 |